# Grand Hotel (Mackinac Island)

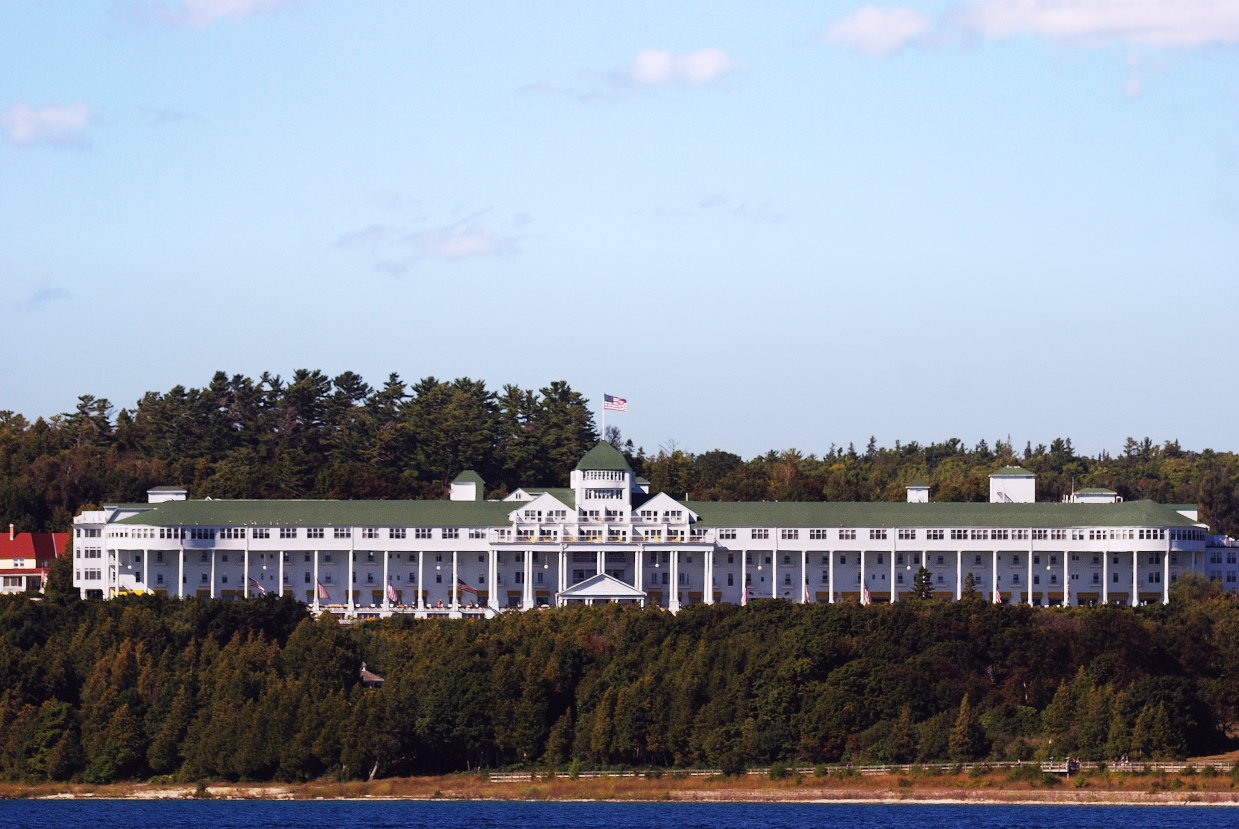
Das Grand Hotel vom Huronsee aus gesehen

Das Grand Hotel ist ein historisches Hotel auf Mackinac Island im US-Bundesstaat Michigan. Es wurde im späten 19. Jahrhundert gebaut und hat nach eigenen Angaben die größte Veranda der Welt. Zu den berühmten Gästen des Grand Hotels zählen fünf US-Präsidenten sowie Wladimir Putin, Dmitri Medwedew, Thomas Edison und Mark Twain.
Eigentümer des Hotels ist R. Daniel Musser III.
1957 wurde das Grand Hotel zum State Historical Building erklärt, 1972 wurde es in das National Register of Historic Places aufgenommen und im Juni 1989 zum National Historic Landmark erklärt.
Das Hotel war einer der Hauptdrehorte für den 1980 erschienenen Film Ein tödlicher Traum.